# Hököpinge
Hököpinge è un'area urbana della Svezia situata nel comune di Vellinge, contea di Scania.
La popolazione rilevata nel censimento 2010 era di 1 105 abitanti .